# Sutta-pitaka
Sutta-pitaka är en av ”de tre korgarna” i Tipitaka, som är det vanliga sättet att inom den tidiga buddhismen organisera buddhismens läror. Denna pitaka, sutrornas korg innehåller tusentals texter som tillskrivs Buddha, samt texter vars innehåll Buddha sägs ha godkänt. Liksom med Vinayapitaka finns det flera olika versioner av denna skriftsamling. 

## Indelningen inikayor
Sutta-pitaka är uppdelad i fem nikayor, eller samlingar. De första fyra omfattar allmänna lärotexter och Buddhas tal och dialoger. Den femte innehåller berättelser, fabler, dikter och aforismer:
1. Digha Nikāya – "Samlingen av långa samtal". Samlingen består av 34 sutror, indelade i tre grupper:
- Silakkhandha-vagga — Delen om moral (sutrorna 1-13);[4] som fått sitt namn efter det traktat som finns i varje sutra om munkars moral
- Maha-vagga —sutrorna  14-23[4]
- Patika-vagga — sutrorna 24-34[4]

2. Majjhima Nikāya – "Samlingen av medellånga samtal".. Samlingen nedtecknades mellan 300 f. Kr. och 200 e. Kr. och består av 152 samtal som tillskrivs Buddha och hans främsta lärjungar.
3. Samyutta Nikāya – ”Samlingen av ihopkopplade samtal”. Samlingen består av ett oklart antal sutror, mellan 2889 och 7762 beroende på auktoritet. Sutrorna, eller suttorna (pali), är grupperade i fem vaggor, eller sektioner. Varje vagga är dessutom indelad i samyuttor, eller kapitel, som innehåller ett antal sutror som hör ihop.
4.Anguttara Nikāya – "Samlingen av numrerade samtal".  Samlingen består av flera tusen sutran som tillskrivs Buddha och hans främsta lärjungar. Den är ordnad i elva nipatas, eller böcker, utifrån numreringar. Första boken innehåller sutror som behandlar enskilda ämnen. Den andra boken sutror som behandlar företeelser i par, till exempel föräldrar.
Böckerna i denna nikaya:
- Ekaka Nipāta – Boken om ett
- Duka Nipāta – Boken om två
- Tika Nipāta – Boken om tre
- Catukka Nipāta – Boken om fyra
- Pañcaka Nipāta – Boken om fem
- Chakka Nipāta – Boken om sex
- Sattaka Nipāta – Boken om sju
- Aṭṭhaka Nipāta – Boken om åtta
- Navaka Nipāta – Boken om nio
- Dasaka Nipāta – Boken om tio
- Ekādasako Nipāta – Boken om elva

5.Khuddaka Nikāya – "Små samlingar". Samlingen består av femton (Thailand), sjutton (Sri Lanka) eller arton (Burma) böcker i olika ämnen som tillskrivs Buddha och hans främsta lärjungar. Materialet i denna nikaya är skiftande och var inte accepterad av alla ursprungliga skolor som kanonisk. Den mest populära boken i västerlandet är Dhammapada. 
Texterna i Khuddaka Nikaya kan indelas i en äldre del och en yngre. Den äldre delen omfattar böckerna: Dhammapada, Udana, Itivuttaka, Suttanipata och Therigatha. Den yngre delen omfattar: Jatakaberättelserna, Khuddakapatha, Vimanavatthu, Petavatthu, Theragatha, Niddesa, Patisambhidamagga, Apadāna, Buddhavamsa, Cariyapitaka, Nettipakarana, Petakopadesa och Milindapanha.

## Fotnoter
1. ↑  Sutra är sanskrit, motsvarande ord på paliär ”sutta”.